# Таве (ефіопська літера)

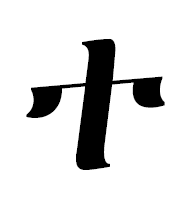

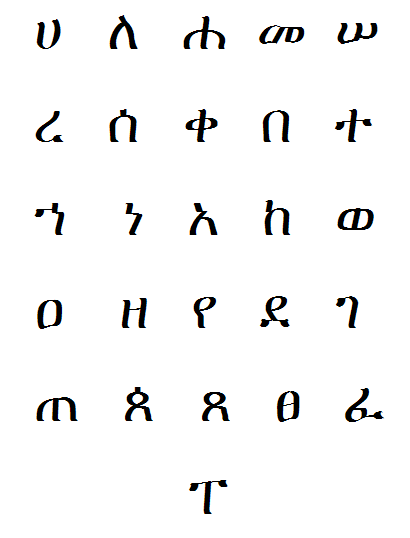

Тау (амх. ታው) або таве (амх. ታዊ) — десята літера ефіопської абетки, позначає глухий ясенний проривний звук /t/.
- ተ — те
- ቱ — ту
- ቲ  — ті
- ታ  — та
- ቴ  — те
- ት  — ти (т)
- ቶ  — то